# Haskó Jakab
Haskó Jakab (eredetileg Hassko, szlovákul: Jakub Haško), (Garamkürtös, 1622. április 27. – Vágújhely, 1695. október 19.) nyitrai püspök 1690-től 1691-ig.

## Élete
A morvaországi származású Hasko Jakab 1647-től tanult a bécsi Pázmány-intézetben filozófiát és teológiát. 1654 áprilisában szomolányi plébános lett, ahol az egyházi anyakönyvek írása, a plébánia-templomban 1656-ban új oltár készíttetésével vált ismertté. 1660 májusában Csejtére nevezték ki plébánosnak, ahol 1661-től szintén írni kezdte az anyakönyveket, illetve megírta a csejtei plébánia történetét.
1662. április 14-én pozsonyi, 1664-ben esztergomi kanonokká léptették elő. 1666-ban vágújhelyi prépost lett, itt 1669-től vezette be az anyakönyvezést. Ugyancsak Vágújhelyen a préposti palotát emeletesre építtette, valamint 500 evangélikust térített át katolikus hitre. 1672-től bosoni és tribunici választott püspök, majd 1690-től nyitrai püspök. Ugyancsak 1690-ben Beckón a ferenceseknek kolostort építtetett, ahol megőrizték az ő arcképét is. Már 1691-ben – egészségi állapota miatt – lemondott a nyitrai püspökségről, és visszatért Vágújhelyre, ahol 1695-ben elhunyt.